# 弁華別
弁華別（べんけべつ）は、北海道石狩郡当別町の地名。
六軒町以北、青山橋（かつての青山渡船場）以南の当別川西岸に広がる地域で、当別川東岸の茂平沢も当初はその一部であった。
地名はアイヌ語で「沢と川があり樹木が繁っている場所」を意味する「ペンケペチウシュナイ」に由来し、1883年（明治16年）に付けられた。

## 歴史
1881年（明治14年）、月形村で樺戸集治監が開庁されたのに伴い、当別から弁華別、青山を経て、中山の沢からの山越えで樺戸まで至る物資運搬のための仮道が開削された。樺戸集治監典獄の月形潔と、副典獄の海賀直常はともに福岡県出身であり、弁華別が開拓地として有望なことを郷里に知らせた。
1882年（明治15年）春、福岡の柴藤善三郎が開拓地調査のために北海道を訪れ、札幌県庁移民係にいた同郷の田村善蔵のつてをたどって当別に着き、第1次移民の阿倍廣平のもとに仮住まいしながら移民準備に着手した。当時、弁華別はすでに伊達邦直が第4次移民予定地としての出願許可を得た土地であったが、柴藤の頼みを受けて返地手続きが取られ、九州団体による開拓を受け入れることになった。
1882年（明治15年）9月に福岡県を出発した移住者28戸77名は、数か月をかけて函館までたどり着いたが、そこで引率者の名越屋種茂が行方不明となってしまった。途方に暮れる移住者たちであったが、函館県庁移民係に在籍していた遊佐尚一がたまたま当別出身者であったため、彼の尽力により1883年（明治16年）1月13日、ようやく弁華別入りを果たした。彼らは柴藤が用意していた2軒の移民小屋に収容されたが、暖かな南国出身でありながら、寒さに耐えてさっそうと現地に向かう姿は気の毒であったと古老が語っている。
彼ら先着移住者28戸は「筑前部落」と呼ばれ、1883年（明治16年）8月23日に到着した後続の22戸69名と力を合わせて開墾に励んだ。生活は困難を極めたが、当別先住移民の協力や、樺戸集治監有志の援助などもあり、1885年（明治18年）には49町9反5畝（約49.55ヘクタール）の畑地造成に成功し、雑穀類の耕作による食糧自給を計った。
1886年（明治19年）7月、柴藤善三郎は再度移民を募るために福岡へと帰る途中、東京にて39歳で客死した。遺言により彼の遺髪は弁華別墓地に葬られた。
優れた指導者を喪った弁華別であったが、部落の農業はその後も発展を続けた。1886年（明治19年）には換金作物としてアサの栽培が始まり、1890年（明治23年）にアマや行李柳、1891年（明治24年）から1892年（明治25年）にかけては養蚕が広まったほか、水稲栽培に挑戦する者もあらわれた。さらに1901年（明治34年）には馬、1906年（明治39年）には豚、1907年（明治40年）には牛が飼われるようになり、多角的農業経営へと進んでいった。
1911年（明治44年）、開拓者が増加していた当別川東岸地区が「茂平沢」として独立する。
1919年（大正8年）、部落に電気が導入される。
1932年（昭和7年）9月3日、弁華別開拓50年祭が催される。
1969年（昭和44年）時点での居住者は134戸、そのうち農業以外に従事するのは22戸という、純農部落となっていた。

## 施設
- 当別町立弁華別中学校（閉校）
- 当別町立弁華別小学校（閉校）
- 弁華別神社